# Гамберген
Гамберген (нім. Hambergen) — громада в Німеччині, розташована в землі Нижня Саксонія. Входить до складу району Остергольц. Центр об'єднання громад Гамберген.
Площа — 30 км2. Населення становить 5613 ос. (станом на 31 грудня 2021).